# Pengarasan (Bantarkawung)
Pengarasan is een bestuurslaag in het regentschap Brebes van de provincie Midden-Java, Indonesië. Pengarasan telt 9704 inwoners (volkstelling 2010).